# Hey Papi
Hey Papi jest to piosenka amerykańskiego rapera Jay-Z. Utwór jest Ścieżką dźwiękową do filmu Gruby i chudszy 2: Rodzina Klumpów.

## Lista utworów

### A-side
1. "Hey Papi (Radio Edit)" (4:27)
2. "Hey Papi (LP Version)" (4:27)

### B-side
1. "Hey Papi (Instrumental)" (4:27)
2. "Hey Papi (Acapella)" (4:05)